# Campeonato Argentino de Futebol de 2025 – Quarta Divisão (Primera C)
O Campeonato da Primera C de 2025, oficialmente conhecido como Campeonato da Primera División C de 2025, é a 93ª edição da Primera C e a 40ª temporada da categoria atuando como a quarta divisão do futebol argentino para clubes diretamente afiliados à Associação do Futebol Argentino (AFA). A temporada conta com a participação de 27 equipes, começou em 7 de março e tem previsão de término em dezembro.
Os novos participantes são os dois campeões do Torneo Promocional Amateur de 2024, Deportivo Camioneros e Estrella del Sur, que fazem sua estreia na divisão, além do Cañuelas, rebaixado da Primera B em 2024 e que retorna após sua última participação na temporada de 2020.

## Participantes
O Primera C de 2025 conta com 27 clubes, sendo:
- 24 times que permaneceram da edição anterior.
- 2 times promovidos e 1 clube rebaixado de outras divisões.

### Promovidos em 2024
- Deportivo Camioneros (campeão do Torneo Apertura do Torneo Promocional Amateur de 2024).
- Estrella del Sur (campeão do Torneo Clausura do Torneo Promocional Amateur de 2024).

### Rebaixados em 2024
- Cañuelas (rebaixado da Primera B de 2024).

### Remanescentes de 2024 (em ordem alfabética)
- Argentino de Rosario
- Atlas
- Berazategui
- Central Ballester
- Central Córdoba de Rosario
- Centro Español
- Claypole
- Defensores de Cambaceres
- Deportivo Español
- Deportivo Paraguayo
- El Porvenir
- General Lamadrid
- Ituzaingó
- Justo José de Urquiza
- Juventud Unida de San Miguel
- Leandro N. Alem
- Lugano
- Luján
- Mercedes
- Muñiz
- Puerto Nuevo
- Sportivo Barracas
- Victoriano Arenas
- Yupanqui

## Regulamento

### Acessos
Os 27 participantes são divididos em dosi grupos: uma com 13 equipes e outra com 14. Em cada grupo, os times se enfrentam em sistema de pontos corridos, em turno e returno. Os líderes de cada grupo se classificam para a final, disputada em jogos de ida e volta, que define o campeão e o primeiro acesso à Primera B. O segundo acesso será decidido em uma repescagem, em sistema de mata-mata, envolvendo os times que terminarem entre o 2º e o 7º lugar de cada grupo, além do perdedor da final, que entra diretamente na semifinal.

### Desfiliação
Os últimos colocados de cada grupo se enfrentam em partida única para definir qual clube será desfiliado. O vencedor ainda terá a chance de disputar a repescagem que vale vaga na Copa da Argentina de 2026.

### Classificação para a Copa da Argentina de 2026
Os dois finalistas pelo título, mais o vencedor da repescagem do segundo acesso, garantem vaga direta na fase final da Copa da Argentina de 2026. A quarta vaga será definida em outra repescagem, em mata-mata, disputado pelos clubes que não se classificaram para a repescagem do segundo acesso — com exceção do desfiliado — e pelo perdedor da final da repescagem do segundo acesso ou, caso não seja possível, pelo vencedor de uma partida extra entre os semifinalistas, que avança diretamente para as semifinais.

## Fase de grupos

### Tabela do Grupo A
- Atualizado até 10 de agosto de 2025

| #   | Equipe                   | PTS | J  | V  | E | D  | GP | GC | SG  | Classificação                      |
| --- | ------------------------ | --- | -- | -- | - | -- | -- | -- | --- | ---------------------------------- |
| 1º  | Ituzaingó                | 38  | 19 | 11 | 5 | 3  | 23 | 11 | 12  | Final pelo título e pelo 1º acesso |
| 2º  | Central Córdoba (R)      | 35  | 20 | 10 | 5 | 5  | 31 | 17 | 14  | Repescagem pelo 2º acesso          |
| 3º  | Berazategui              | 34  | 19 | 10 | 4 | 5  | 27 | 15 | 12  | Repescagem pelo 2º acesso          |
| 4º  | J. J. de Urquiza         | 34  | 19 | 10 | 4 | 5  | 20 | 15 | 5   | Repescagem pelo 2º acesso          |
| 5º  | Deportivo Español        | 28  | 20 | 7  | 7 | 6  | 18 | 17 | 1   | Repescagem pelo 2º acesso          |
| 6º  | Leandro N. Alem          | 27  | 19 | 8  | 3 | 8  | 20 | 15 | 5   | Repescagem pelo 2º acesso          |
| 7º  | Claypole                 | 27  | 20 | 6  | 9 | 5  | 20 | 18 | 2   | Repescagem pelo 2º acesso          |
| 8º  | Mercedes                 | 24  | 20 | 7  | 3 | 10 | 18 | 24 | −6  | Repescagem da Copa da Argentina    |
| 9º  | Muñiz                    | 23  | 20 | 5  | 8 | 7  | 11 | 13 | −2  | Repescagem da Copa da Argentina    |
| 10º | Lugano                   | 23  | 19 | 6  | 5 | 8  | 16 | 23 | −7  | Repescagem da Copa da Argentina    |
| 11º | Defensores de Cambaceres | 21  | 19 | 6  | 3 | 10 | 16 | 23 | −7  | Repescagem da Copa da Argentina    |
| 12º | El Porvenir              | 20  | 19 | 5  | 5 | 9  | 18 | 25 | −7  | Repescagem da Copa da Argentina    |
| 13º | Puerto Nuevo             | 13  | 19 | 4  | 1 | 14 | 13 | 35 | −22 | Jogo pela permanência              |

| Fontes: AFA ― Soccerway ― ESPN ― TyC Sports ― GOAL ― Solo Ascenso ― Promiedos ― Mundo Ascenso |

### Tabela do Grupo B
| #   | Equipe               | PTS | J  | V  | E  | D  | GP | GC | SG  | Classificação                      |
| --- | -------------------- | --- | -- | -- | -- | -- | -- | -- | --- | ---------------------------------- |
| 1º  | Deportivo Camioneros | 46  | 21 | 13 | 7  | 1  | 28 | 6  | 22  | Final pelo título e pelo 1º acesso |
| 2º  | Luján                | 41  | 21 | 11 | 8  | 2  | 27 | 11 | 16  | Repescagem pelo 2º acesso          |
| 3º  | Estrella del Sur     | 36  | 21 | 9  | 9  | 3  | 21 | 15 | 6   | Repescagem pelo 2º acesso          |
| 4º  | Argentino de Rosario | 32  | 21 | 8  | 8  | 5  | 22 | 19 | 3   | Repescagem pelo 2º acesso          |
| 5º  | Sportivo Barracas    | 31  | 21 | 8  | 7  | 6  | 25 | 19 | 6   | Repescagem pelo 2º acesso          |
| 6º  | Juventud Unida       | 31  | 21 | 8  | 7  | 6  | 23 | 18 | 5   | Repescagem pelo 2º acesso          |
| 7º  | General Lamadrid     | 25  | 21 | 6  | 7  | 8  | 24 | 26 | −2  | Repescagem pelo 2º acesso          |
| 8º  | Atlas                | 23  | 21 | 6  | 5  | 10 | 26 | 41 | −15 | Repescagem da Copa da Argentina    |
| 9º  | Cañuelas             | 22  | 21 | 4  | 10 | 7  | 15 | 19 | −4  | Repescagem da Copa da Argentina    |
| 10º | Deportivo Paraguayo  | 22  | 21 | 5  | 7  | 9  | 15 | 24 | −9  | Repescagem da Copa da Argentina    |
| 11º | Centro Español       | 21  | 21 | 5  | 6  | 10 | 25 | 24 | 1   | Repescagem da Copa da Argentina    |
| 12º | Victoriano Arenas    | 21  | 21 | 5  | 6  | 10 | 18 | 27 | −9  | Repescagem da Copa da Argentina    |
| 13º | Yupanqui             | 19  | 21 | 4  | 7  | 10 | 21 | 31 | −10 | Repescagem da Copa da Argentina    |
| 14º | Central Ballester    | 19  | 21 | 3  | 10 | 8  | 17 | 27 | −10 | Jogo pela permanência              |

| Fontes: AFA ― Soccerway ― ESPN ― TyC Sports ― GOAL ― Solo Ascenso ― Promiedos ― Mundo Ascenso |

## Final pelo 1º acesso
| \| \| 1º do Grupo A \| ― \| 1º do Grupo B \| \| \| \| \| \| \| \| \| \| |               |   |               |  |  |
|                                                                         | 1º do Grupo A | ― | 1º do Grupo B |  |  |
|                                                                         |               |   |               |  |  |

## TorneioReducidopelo 2º acesso

### Primeira fase doReducido
|  | 7º do Grupo B | ― | 2º do Grupo A |  |  |
|  |               |   |               |  |  |

|  | 2º do Grupo A | ― | 7º do Grupo B |  |  |
|  |               |   |               |  |  |

|  | 7º do Grupo A | ― | 2º do Grupo B |  |  |
|  |               |   |               |  |  |

|  | 2º do Grupo B | ― | 7º do Grupo A |  |  |
|  |               |   |               |  |  |

|  | 6º do Grupo B | ― | 3º do Grupo A |  |  |
|  |               |   |               |  |  |

|  | 3º do Grupo A | ― | 6º do Grupo B |  |  |
|  |               |   |               |  |  |

|  | 6º do Grupo A | ― | 3º do Grupo B |  |  |
|  |               |   |               |  |  |

|  | 3º do Grupo B | ― | 6º do Grupo A |  |  |
|  |               |   |               |  |  |

|  | 5º do Grupo B | ― | 4º do Grupo A |  |  |
|  |               |   |               |  |  |

|  | 4º do Grupo A | ― | 5º do Grupo B |  |  |
|  |               |   |               |  |  |

|  | 5º do Grupo A | ― | 4º do Grupo B |  |  |
|  |               |   |               |  |  |

|  | 4º do Grupo B | ― | 5º do Grupo A |  |  |
|  |               |   |               |  |  |

### Segunda fase doReducido
|  | Vencedor da Chave 6 | ― | Vencedor da Chave 1 |  |  |
|  |                     |   |                     |  |  |

|  | Vencedor da Chave 1 | ― | Vencedor da Chave 6 |  |  |
|  |                     |   |                     |  |  |

|  | Vencedor da Chave 5 | ― | Vencedor da Chave 2 |  |  |
|  |                     |   |                     |  |  |

|  | Vencedor da Chave 2 | ― | Vencedor da Chave 5 |  |  |
|  |                     |   |                     |  |  |

|  | Vencedor da Chave 4 | ― | Vencedor da Chave 3 |  |  |
|  |                     |   |                     |  |  |

|  | Vencedor da Chave 3 | ― | Vencedor da Chave 4 |  |  |
|  |                     |   |                     |  |  |

### Semifinal doReducido
|  | 4º | ― | 1º |  |  |
|  |    |   |    |  |  |

|  | 1º | ― | 4º |  |  |
|  |    |   |    |  |  |

|  | 3º | ― | 2º |  |  |
|  |    |   |    |  |  |

|  | 2º | ― | 3º |  |  |
|  |    |   |    |  |  |

### Final doReducido
|  | A decidir | ― | A decidir |  |  |
|  |           |   |           |  |  |

|  | A decidir | ― | A decidir |  |  |
|  |           |   |           |  |  |